# Frederic Lamond
Pour les articles homonymes, voir Lamond.
Frederic Archibald Lamond (né à Glasgow, le 28 janvier 1868 - mort à Stirling, le 21 février 1948) est un pianiste et compositeur écossais et l'un des derniers survivants des élèves de Franz Liszt. Il s'impose comme un grand interprète de Beethoven et de Liszt.

## Biographie

### Formation
Lamond est né à Glasgow en Écosse dans une famille pauvre. Il commence des études, piano et contrepoint, avec son frère aîné David et dans sa ville natale : le violon, puis le piano, l'orgue à l'église et joue aussi du hautbois et de la clarinette. Il assure pendant les quatre mois de l'hiver 1876-77, la direction de l'orchestre et dirige Liszt, notamment Les Préludes qui y font sensation. À Glasgow, il est considéré comme un prodige et on lui conseille de poursuivre sa formation à l'étranger, alors qu'il n'a que quatorze ans. Frederic a d'abord l'espoir de suivre l'enseignement de Robert Schumann en Allemagne. Mais il suit celui de Max Schwarz (un élève de Bulow et Liszt) pour le piano, d'Anton Urspruch pour la composition, ainsi que Heermann pour le violon au Conservatoire de Raff de Frankfort. il travaille le clavier aussi avec Clara Schumann et avec Hans von Bülow (directeur de l'institution). Lamond confie : 

« Mon professeur, Schwarz, désireux que je participe à une conférence sur les sonates de Beethoven, m'avait demandé de choisir une sonate. Ambitieux (et Schwarz ne le conteste pas), j'ai décidé de choisir la plus difficile et la plus longue des œuvres pour piano de Beethoven : la sonate Hammerklavier, opus 106. À l'une de ses leçons sur Beethoven, Bulow me demanda : « Que vas-tu  jouer pour moi ? » Je répondis : L'opus 106. Il a répondu avec colère : « Garçon impertinent ! Attends des années avant de tenter une telle œuvre. » Mais je n'avais pas le temps d'étudier une nouvelle sonate. Schwarz était dans la crainte de l'intervention de Bulow. À la leçon suivante, Bulow de nouveau demandait : « Que vas-tu à jouer pour moi ? » Je répondis, l'opus 106. Cette fois, il frappa du pied. Les enseignants, les collègues, me regardaient terrifiés. Juste avant la fin du cours Bulow m'a demandé pour la troisième fois : « Que vas-tu à jouer pour moi ? » Je répondis désespérément, au bord  des larmes : « La sonate opus 106. » Il rit : « Je veux entendre le Scherzo. » J'ai joué le Scherzo... Bulow, avec son sourire irrésistible, me frappa sur l'épaule : « Bravo ! À la prochaine leçon, nous commencerons avec l'Allegro initial. » Et c'est ainsi que je jouai la Hammerklavier… »

— Frederic Lamond
Il remporte le premier prix du conservatoire avec le deuxième concerto pour piano de Saint-Saëns. Il effectue un voyage à Bayreuth pour y écouter Parsifal. 

« Quand, en juillet 1885, j'achevai mes études au Conservatoire de Francfort-sur-le-Main, Max Schwarz, mon professeur, me dit : « Maintenant vous êtes un artiste, il faut vous mettre sur un pèlerinage de Liszt à Weimar. Je vous donne une lettre de recommandation pour lui et je vous conseille de ne pas reculer ce voyage, car il a déjà un âge avancé et on dit que sa santé n'est plus ce qu'elle était. »

Il étudie donc avec le vieux Franz Liszt, dont il est l'un des derniers disciples : à Weimar en juin, et à Rome en 1885 – il a dix-sept ans –, puis à Londres au mois d'avril de l'année suivante, où l'abbé Liszt participe à lancer la carrière de Lamond. À Weimar, il rencontre Bernhard Stavenhagen, Alexandre Siloti et Moriz Rosenthal, autres membres de la classe de piano du maître. L'Écossais réalise le rêve de son enfance… et commence l'enseignement avec la fugue de la sonate Hammerklavier… À Londres, il croise un autre élève du pianiste, Harold Bauer, présent lors du concert du 15 avril à St-James Hall.
Lamond se produit à Berlin pour la première fois le 17 novembre 1885, puis en février 1886, à Vienne, donne un récital consacré exclusivement à Johannes Brahms, chose rare à l'époque. Il rencontre le maître, lors de la création de la Quatrième symphonie par Bulow à Meiningen. Brahms conseille le jeune musicien sur l'interprétation de ses œuvres. 
Lamond a aussi fait la connaissance de Anton Rubinstein en Allemagne. Il a pu l'entendre jouer au piano et diriger de nombreuses fois, ainsi que plus tard en Russie, dans les années 1890.

### Carrière
En plus de devenir un grand interprète de Brahms, Lamond est considéré comme une autorité sur la musique pour piano de Beethoven avant Artur Schnabel. L'éditeur Breitkopf & Härtel publia son édition des sonates pour piano du maître de Bonn. Lamond avait une affinité quasi-spirituelle avec les œuvres de Beethoven : 

« J'aspirais à la pureté, à la vérité, à la simplicité. Beethoven a été mon dieu – le credo de ma vie – mon seul et mon tout. Je n'ai cessé de me laisser submerger par son monde merveilleux. J'ai alors considéré avec répugnance le côté pratique de la vie, tout ce qui fait plaisir à la majorité des êtres humains. »

Un texte de Lamond ayant pour objet les sonates pour piano de Beethoven s'ouvre sur cette phrase : « Haydn est le chemin du Ciel, Mozart est le ciel lui-même et Beethoven est le Dieu qui s'y trouve. »
En 1893, Lamond est invité par Vassili Safonov (qui fut le professeur de Josef Lhevinne) à Moscou pour jouer le premier Concerto pour piano de Tchaikovsky à la requête du compositeur. Il n'est pas certain que Lamond ait rencontré, à la faveur de ce voyage, Alexandre Scriabine, mais il jouera plus tard la seconde Sonate pour piano (opus 19).

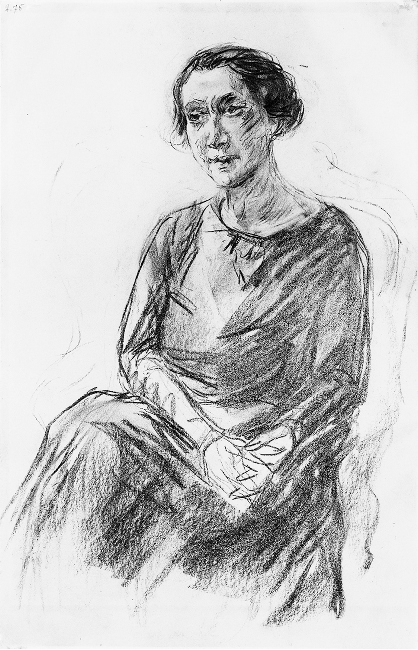
Portrait de Irene Triesch, vers 1927 (fusain et encre sur papier de Max Liebermann, 1847-1935)

En 1904, il épouse l'actrice autrichienne Irene Triesch (1877–1964) et s'établit à Berlin, sauf pendant les années de guerre. Lamond visite les États-Unis dès 1902, et y effectue de fréquentes tournées durant les années 1920. Il est nommé professeur à l'Eastman School of Music en 1923. 
Pendant la saison 1924, il est le soliste du Philadelphia Orchestra.
En 1917, il est nommé professeur au Conservatoire Royal de La Haye et au cours des années 1930, il se fixe à Berlin, jouant l'intégrale des sonates de Beethoven dans de nombreuses capitales du vieux continent. En 1935, Lamond entreprend une tournée en Amérique du Sud, et l'année suivante, tel Anton Rubinstein avant lui, donne une série de concerts couvrant toute la musique écrite pour le clavier de Byrd à Liszt. 
Dans les années 1920 et 1930, Lamond a enregistré de nombreuses œuvres de Beethoven, comme par exemple, pour la première fois de l'histoire, le Concerto pour piano n° 5 Empereur sous la direction de Eugène Goossens pour His Master Voice. Il enregistre les sonates Clair de Lune, Pathétique, Waldstein et Appassionata, ainsi que les opus 26, et 31 n° 2 La Tempête et l'opus 110. 
On dispose aussi de pièces de Liszt et un assortiment de petites pièces de divers compositeurs. Bien que ne disposant plus de la technique qui avait été ovationnée dans sa jeunesse (Variations Paganini de Brahms), ses phrasés sont gracieux et chantants. 
Lamond parlait un français parfait, l'allemand dont plusieurs de ses dialectes, un peu le russe, le turc, et a étudié le gaélique.

### Fin de sa vie
Malgré le déclin de sa technique pianistique, Lamond continue à donner des concerts jusqu'à la fin de sa vie. En 1938, il est surpris à Prague, où il donnait un cycle de récitals, lorsque les Allemands envahissent la Tchécoslovaquie. Trois semaines plus tard, il est forcé d'y abandonner ses biens, notamment le manuscrit d'un roman inachevé, et part avec sa femme pour l'Angleterre. Un de ses amis, raconte qu'à Eger, à la frontière, il fut arrêté par un agent de la Gestapo, qui insistait pour voir son passeport. « Vous pouvez le voir, mais je ne permettrait pas que vous le preniez dans vos mains. » Le policier lui demanda alors s'il était aryen. Lamond répondit : « Non, je suis un singe ». Lamond était un homme au franc-parler qui ne supportait pas l'absurdité. 
En 1940, obligé de gagner sa vie, se rend à Glasgow et y donne des cours d'interprétation à l'Académie de Musique, parfois sur un simple piano droit. Une autre source de revenu fut les dix-neuf émissions pour la BBC. Modeste fin de carrière pour un pianiste ayant connu les grandes figures de Liszt, Anton Rubinstein, Richard Strauss ou Brahms.
Frederic Lamond est mort à l'âge de quatre-vingts ans à Stirling.
Lamon était un professeur hautement respecté. On peut citer quelques élèves : Rudolf am Bach, Gunnar Johansen (1906–1991), Jan Chiapusso (lui-même professeur de Rosalyn Tureck notamment), Ervin Nyíregyházi (1903–1987), et Victor Borge (1909–2000). À propos de son enseignement, Johansen a écrit :

« Vous jouiez quatre ou huit mesures, puis il s'asseyait et illustrait ses idées. Ensuite, vous continuiez dans cette voie. Il vous en disait tellement qu'à la fin de la leçon, vous aviez tout oublié. »

Lamond faisait d'abord travailler ses élèves à fond le Clavier bien tempéré de Bach pour la forme, puis les Études de Henselt. C'est seulement alors qu'ils les plongeait dans la vaste littérature du piano.

## Œuvres
Orchestre
- Symphonie en la majeur, op. 3 (1889, création Londres 1890)
- Ouverture From the Scottish Highlands, pour orchestre op. 4
- Sword Dance (Danse du Sabre) Tirée de Eine Liebe im Schottischen Hochlande

Chambre
- Trio avec piano en si mineur, op. 2

Piano
- Klavierstücke, op. 1
- Impromptu

Livres
- The memoirs of Frederic Lamond Préface de Ernest Newman, introduction & notes d'Irene Triesch Lamond - Glasgow 1949, éd. William MacLellan, 130 p.
- Beethoven : notes on the Sonatas, Glasgow, 1944.

Édition
- Beethoven, Sonates pour piano - Breitkopf & Härtel

## Œuvres enregistrées
- Symphonie en la majeur, Ouverture From the Scottish Highlands, Sword Dance - BBC Scottish Symphony Orchestra, Dir. Martyn Brabbins (2004, Hyperion CDA67387)

## Discographie
Excepté une session d'enregistrements pour Decca en 1941, Lamond a essentiellement enregistré pour La Voix de Son Maître et son pendant Allemand, Electrola
- Beethoven, Concerto pour piano n° 5 Dir. Eugene Goossens, Sonates 8, 12 & 14 (vol. 1) (Biddulph Records LHW 42)
- Beethoven, Sonates n° 17, 21, 23 & 31 (vol. 2) (Biddulph Records LHW 43)
- Élèves de Liszt : Beethoven, Rondo, op. 51 n° 2 ; Glinka-Balakirev, L'Alouette (Zhavoronok) ; Liszt, Liebestraume n° 2 (S541/2) ; (Pearl 9972)
- Liszt (Intégrale des enregistrements Liszt HMV/Electrola 1919-36, APR 5504)
- Liszt's last pupil : Auber-Liszt, Tarantella di Bravura (S386) ; Brahms, Capriccio op. 76 n° 2 ; Chopin, Nocturne, op. 32 n° 2 ; Glinka/Balakirev, L'Alouette (Zhavoronok) ; Liszt, Sonnet de Petrarque n° 104 (ext. Deuxième Année de pèlerinage, S161/5) ; Tarentelle (idem S162/3), Étude d'exécution transcendante, S139/05 Feux follets, Étude de concert, Un sospiro (S144/3 - deux versions 1927 et 1936), Études de concert, Waldesrauschen (S145/1), Étude de concert, Gnomenreigen (S145/2), Liebestraume (Rêve d'amour, S541/3), Valse impromptu, (S213) ; Rossini-Liszt (extr. Stabat Mater) Cujus Animam (S553/1) ; Rubinstein, Barcarolle en sol, op. 50 n° 3 ; Schubert-Liszt, Der Erlkonig (S558/04) (Pearl 9911) Le programme APR et le Pearl 9911 se recouvrent presque. Le son est plus filtré, lointain et tubé chez APR au détriment de la présence ; quoique pourvu d'un bruit de surface important, le piano semble plus naturel sur le dernier disque.

Carton perforé
- On trouve également une douzaine de pièces pour piano sur un piano Welte-Mignon enregistrées sur carton perforé à Leipzig le 27 septembre 1905 (dont l'étude de concert, S144/R5, n° 3 en ré bémol majeur « Un sospiro »[5], l'étude de concert, S145/R6, n° 2 Gnomenreigen (Ronde des Lutins)[6], Second mouvement de la Cinquième Symphonie de Tchaikovsky ; Sonate n° 32, opus 111 de Beethoven ; Ouverture du Freischütz de Weber[7])
- Pour Philipps Duca, un autre procédé, le 21 juillet 1909 à Frankfort[8]
- En 1924, un rouleau ou Lamond interprète une étude de concert de Liszt (The Grand Piano Era, Nimbus NI 8801)
- Sur un disque Pierian ("The Caswell collection vol. 10" 0039/40), consacré aux élèves de Liszt, on peut entendre Frederic Lamond parler lui-même pendant moins de huit minutes, à propos de sa première rencontre avec Liszt. Document enregistré le 6 mars 1945 par la BBC[9].